# Azerbajdzsáni Állami Akadémiai Opera- és Balettszínház
Az Azerbajdzsáni Állami Akadémiai Opera- és Balettszínház (azeri nyelven Azərbaycan Dövlət Akademik Opera və Balet Teatrı) egy 1911-ben felépített operaház Bakuban, Azerbajdzsán fővárosában.

## Története
Az építési munkálatok 1910-ben kezdődtek meg, és kereken egy évig tartottak. A munkát Nyikolaj Barev orosz származású építész vezette. Az épületet 1911-ben adták át. Baku többnemzetiségű elitjének nagy része részt vett a nyitó eseményen.
1985-ben a frissen felújított színház máig rejtélyes módon leégett. A felújítási munkálatok két évig tartottak, a színházat 1987-ben adták át újra.